# 奥尔 (上加龙省)
奥尔（法語：Ore，法語發音：[ɔʁ]）是法国上加龙省的一个市镇，属于圣戈当区。

## 地理
奥尔（42°58'31"N, 0°39'2"E）面积2.86 平方千米，位于法国奧克西塔尼大區上加龙省，该省份为法国西南部内陆省份，西南端与西班牙接壤，自此顺时针与上比利牛斯省、热尔省、塔恩-加龙省、塔恩省、奥德省和阿列日省接壤。
与奥尔接壤的市镇（或旧市镇、城区）包括：圣玛丽、萨莱尚、昂蒂尚德弗龙蒂涅、巴日里、弗龙萨克、科曼日地区弗龙蒂尼昂、加列、卢尔德、蒙德加列。

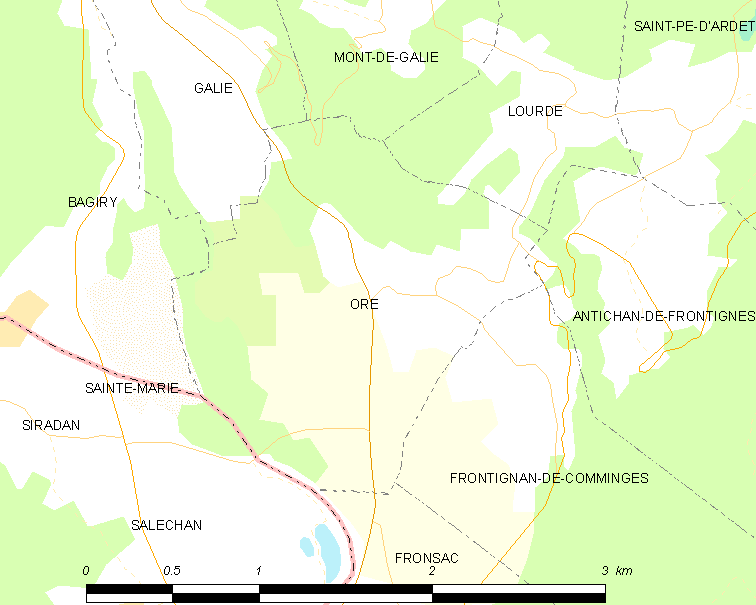
的OSM定位图

奥尔的时区为UTC+01:00、UTC+02:00（夏令时）。

## 行政
奥尔的邮政编码为31510，INSEE市镇编码为31405。

## 政治
奥尔所属的省级选区为巴涅尔德吕雄县。

## 人口

1962-2008年间人口变化图示

奥尔于2022年1月1日时的人口数量为121人。